# Colomi (gemeente)
Colomi is een gemeente (municipio) in de Boliviaanse provincie Chapare in het departement Cochabamba. De gemeente telt naar schatting 21.812 inwoners (2018). De hoofdplaats is Colomi.